# La Chapelle-Saint-Florent
La Chapelle-Saint-Florent là một xã thuộc tỉnh Maine-et-Loire trong vùng Pays de la Loire phía tây nước Pháp. Xã này nằm ở khu vực có độ cao trung bình 88 mét trên mực nước biển.
Sông Èvre chảy qua xã La Chapelle-Saint-Florent.